# 半井仲庵
半井 仲庵（なからい　ちゅうあん、文化9年（1812年） - 明治4年12月28日（1872年2月6日））は、日本の江戸時代末期（幕末）から明治の医師（福井藩医）。諱は保（たもつ）。通称は元冲、のち仲庵。号は南陽、晩香。字は伯和。

## 経歴
文化9年（1812年）、福井藩医の半井南江の子として生まれる。大坂で中川修亭らにまなび、天保11年（1840年）に家督を継ぎ、御匙医師に任じられる。安政元年（1854年）12月28日、仲庵と改名。藩主松平慶永の信頼があつく、越前での西洋医学の基礎をつくった。
明治に入って保と改名。明治4年（1871年）12月28日、病死。享年60。墓所は福井愛宕山。家督は息子の澄（さやか）が継いだ。